# Уокер, Джонатан (аболиционист)

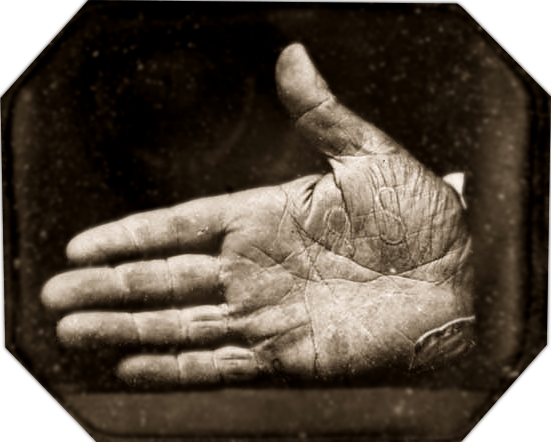
1845 Дагерротип Уокера фирменных силы на юго-западный & Хос.

Джонатан Уокер (прозвище -«человек с заклеймённой рукой»; 1799[…], Кейп-Код, Массачусетс — 1 мая 1878, Маскигон, Мичиган) — американский реформатор и аболиционист. В 1844 году осужден как похититель рабов, за попытку помочь семи беглым рабам обрести свободу, и заклеймен правительством Соединённых Штатов маркировкой S.S. (англ. Slave Stealer — похититель рабов).
Уокер вдохновил Джона Гринлифа Уиттиера написать поэму «Человек с клеймом». Уиттиер услышал о нём, прочитав книгу под названием «Судебный процесс и тюремное заключение Джонатана Уокера».

## Биография
Во времена своей молодости в штате Массачусетс, Уокер научился плавать и стал капитаном рыболовного судна. В начале 1837 г. он отправился в штат Флорида и стал железнодорожным Подрядчиком. Состояние рабов интересовало его, и в 1844 году Уокер помог многим из них, когда они попытались совершить побег на открытой лодке от побережья Флориды к Британской Вест-Индии. Он был отправлен в кандалах на борту USS General Taylor в Пенсаколу, где был посажен в тюрьму, прикованный к полу, и лишенные света и нормальной еды. Уокер позже писал об унизительных условиях внутри тюрьмы и жестокость, проявленную по отношению к рабам.
Представ перед федеральным судом, Уокер был осужден и приговорен быть привязанным к позорному столбу и публичному клеймению правую ладони буквами «S. S.»(«похититель рабов»), а также к тюремному заключению и крупным штрафам. Но для некоторых он был «Спасителем рабов». США Маршал Эбен Дорр, работорговец, совершил клеймение каленым железом. Уокер был затем возвращен в тюрьму, где просидел одиннадцать месяцев, и отпущен только после того, как северные аболиционисты заплатил свой штраф.
В течение пяти лет после его освобождения, Уокер выступал с лекциями по проблемам рабства в северных и западных Штатах. Он переехал в Мичиган в 1850 году и жил недалеко от Маскигона у озера до самой смерти. Он похоронен там же вместе с женой, пережившей его на семь лет и двумя рано умершими сыновьями. Там был установлен памятник.